# Ryan Craig Matthew Smith
Ryan Craig Matthew Smith (Londra, 10 novembre 1986) è un ex calciatore inglese, di ruolo attaccante.